# Маніяк (фільм)
«Маніяк» (англ. Maniac) — американський культовий фільм жахів 1980 року про серійного вбивцю. Режисер — Вільям Лустіґ, сценарій Джо Спінелла і С. А. Розенберґа. Спінелл також розробив сюжет, зіграв головну роль.

## Сюжет
Безлюдний пляж. Хлопець і дівчина лежать під вовняною ковдрою, тісно притулившись один до одного. Вони не бачать незнайомця, який спостерігає за ними з пагорба. Через кілька хвилин зашморг і бритва обірвут життя молодих людей, а немолодий чоловік з криком прокинеться в своєму ліжку. Ось такі кошмари переслідують самотнього управдома Френка Зіто, і що найгірше — вони цілком реальні. Він встає з ліжка, повільно одягається, важко дихаючи і бурмочучи собі під ніс, одягає куртку, шапку — і виходить у величезний і байдужий світ. Звичайний робочий день звичайного серійного вбивці розпочався. Френк позбувся матері багато років тому в результаті автокатастрофи. Вона була повією і принижувала хлопчика, але він все ще сумує за нею. Щоб не дати матері покинути його, Френк вбиває молодих жінок і одягає їх скальпи на манекени, які розміщує навколо своїх апартаментів.

## У ролях
| Актор            | Роль             |
| ---------------- | ---------------- |
| Джо Спінелл      | Френк Зіто       |
| Керолайн Манро   | Анна Д'Антоні    |
| Ебіґейл Клейтон  | Рита             |
| Келлі Пайпер     | медсестра        |
| Ріта Монтон      | повія            |
| Том Савіні       | чоловік в машині |
| Гила Мерров      | жінка в машині   |
| Джеймс Брюстер   | хлопець на пляжі |
| Лінда Лі Волтер  | дівчина на пляжі |
| Трейсі Еванс     | повія на вулиці  |
| Шерон Мітчелл    | друга медсестра  |
| Керол Генрі      | неплатник        |
| Нейла Бекмейстер | Кармен Зіто      |
| Луїс Джевіц      | Арт-Директор     |

| Актор            | Роль                |
| ---------------- | ------------------- |
| Деніс Спаньоло   | Деніз               |
| Біллі Спаньоло   | Біллі               |
| Френк Пеше       | репортер            |
| Кендес Клементс  | перша мати у парку  |
| Дайан Спаньоло   | друга мати у парку  |
| Кім Гадсон       | повія у холі        |
| Террі Ганьон     | жінка на алеї       |
| Джоан Болдуін    | перша модель        |
| Джені Пас        | друга модель        |
| Джанелл Вінстон  | офіціантка          |
| Ренді Юргенсен   | перший поліцейський |
| Джиммі Аурічіо   | другий поліцейський |
| Ендрю В. Гарроні | Джері               |
| Вільям Лустіг    | керуючий готелем    |

## Саундтрек
| Список треків | Список треків                  | Список треків |
| #             | Назва                          | Тривалість    |
| ------------- | ------------------------------ | ------------- |
| 1.            | «Maniac's Theme (Main Titles)» | 3:12          |
| 2.            | «Apocalypse New York»          | 2:08          |
| 3.            | «On the Beach»                 | 0:28          |
| 4.            | «Hookers Heartbeat»            | 1:14          |
| 5.            | «A Little Knife Music»         | 0:55          |
| 6.            | «Inner Voices»                 | 4:11          |
| 7.            | «Maniac Strikes Back»          | 1:13          |
| 8.            | «Blast Him»                    | 2:21          |
| 9.            | «Blast Her»                    | 1:03          |
| 10.           | «Window Shopping»              | 1:30          |
| 11.           | «Subway Terror»                | 3:27          |
| 12.           | «Goodby Rita»                  | 1:01          |
| 13.           | «Cemetery Chase»               | 1:14          |
| 14.           | «Cry for Mother»               | 2:05          |
| 15.           | «Mannequin's Revenge»          | 4:10          |
| 16.           | «Maniac's Theme (End Titles)»  | 2:24          |
| 32:45         |                                |               |